# CSKA Kiev
Pour les articles homonymes, voir CSKA.
Le CSKA Kiev (ukrainien : Центральный Спортивный Клуб Армии Київ, en français : Club Sportif Central de l'Armée de Kiev) était un club omnisports situé à Kiev en Ukraine. Créé le 15 décembre 1992, il prend la suite du club sportif de l'armée soviétique du SKA Kiev, l'antenne régionale du SKA.
Le club possédait plusieurs sections, notamment en football et handball, et en basket-ball jusqu'en 2005.
Après sa disparition en 2002, le club de football se renomme Arsenal Kiev.

## Histoire
- 1992 : création du club sous le nom de SKA Kiev puis CSKA Kiev
- 1994 : le club est renommé CSKA Borysfen Boryspol
- 1995 : le club est renommé CSCA Borysfen-Kiev
- 1996 : le club est renommé CSKA Kiev
- 2002 : le club est renommé Arsenal Kiev

## Palmarès (basket-ball)
Compétitions nationales
- 2e du Championnat d'Ukraine en 1993 et 1999
- Vainqueur de la Coupe d'Ukraine (2): 1993, 1999

## Palmarès (football)
Compétitions nationales
- Vainqueur du Championnat de RS Ukraine (4) : 1949, 1951, 1980, 1983
- Finaliste de la Coupe d'Ukraine en 1998, 2001

## Palmarès (handball)
Compétitions nationales
- Vainqueur du Championnat d'Ukraine (2) : 1992, 1994
  - Deuxième en 1995